# Periga falcata
Periga falcata är en fjärilsart som beskrevs av Walker 1855. Periga falcata ingår i släktet Periga och familjen påfågelsspinnare. Inga underarter finns listade i Catalogue of Life.